# Eutelia polychordoides
Eutelia polychordoides är en fjärilsart som beskrevs av Embrik Strand 1917. Eutelia polychordoides ingår i släktet Eutelia och familjen nattflyn. Inga underarter finns listade i Catalogue of Life.